# Iris van Herpen
Iris van Herpen (Wamel, 5 giugno 1984) è una stilista olandese, creatrice dell'omonimo marchio.
Dopo aver creato la propria casa di moda nel 2007, a partire dal 2011 fa sfilare le sue nuove collezioni alla settimana della moda di Parigi. È membro ospite della Parisian Chambre Syndicale de la Haute Couture, un importante organo della Federazione Francese della Moda. Spesso le sue creazioni sono state oggetto di esposizione nei più importanti musei del mondo, come il Metropolitan Museum of Art e il Cooper-Hewitt Museum di New York, il Victoria and Albert Museum di Londra e il Palais de Tokyo di Parigi. Molti dei suoi lavori sono stati inoltre classificati come "fantasy couture", un settore dell'alta moda che si concentra più sull'aspetto fantastico dei capi che sulla loro praticità.

## Carriera

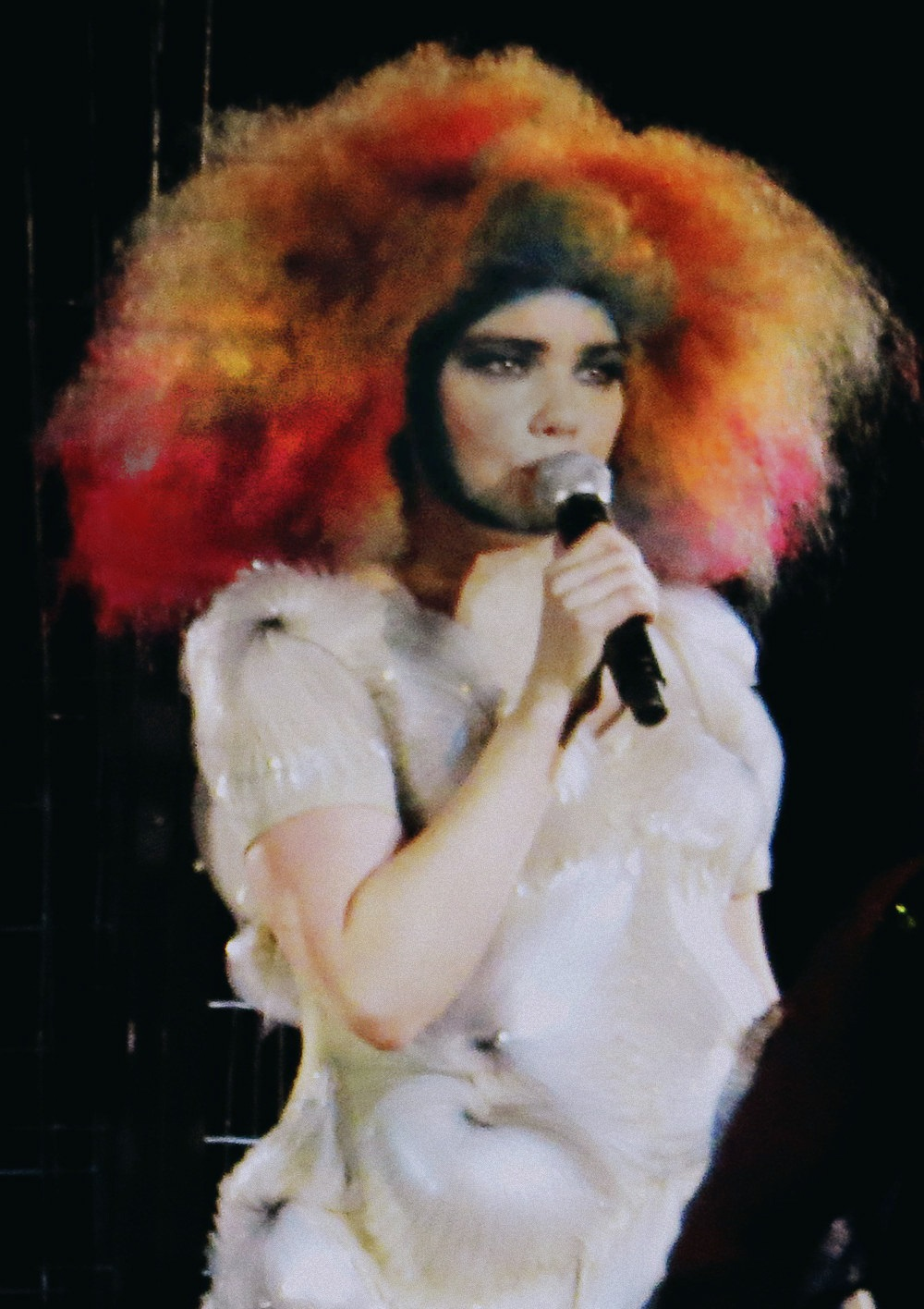
Björk in un abito di Iris van Herpen al Cirque en Chantier di Parigi durante il Biophilia Tour, 27 febbraio 2013.

Iris van Herpen si interessa fin da giovane alla moda, all'arte e anche alla danza, passione profusa dalla madre, insegnante di ballo. L'interesse per la creazione dei vestiti prevale tuttavia grazie a un corso di Arte e Design dell'Università delle Arti "ArtEZ" di Arnhem frequentato durante gli anni del liceo. Dopo il liceo si iscrive nella stessa Università e nel 2006 si laurea in Design della Moda. Durante questo periodo lavora per stilisti del calibro di Alexander McQueen e Claudy Jongstra.
Tornata nel suo paese natale, Iris van Herpen crea il proprio marchio di moda femminile e realizza le proprie collezioni utilizzando materiali e tecniche d'avanguardia, come la stampa 3D. L'opera della van Herpen viene da subito accolta con interesse e molti artisti chiedono la sua collaborazione.
Nel giugno 2020, insieme ad architetti, chef, premi Nobel per l'economia e leader di organizzazioni internazionali, ha firmato l'appello per un'economia viola («Per un rinascimento culturale dell'economia») pubblicato sul Corriere della Sera, El País e Le Monde.

## Collaborazioni
Iris van Herpen ha collaborato spesso con artisti differenti durante l'elaborazione delle sue collezioni, come la coreografa Nanine Linning, l'artista visivo Bart Hess, gli architetti Daniel Widrig, Benthem Crouwel Architekten e Julia Koerner, i designer per cappelli Stephen Jones e Irene Bussemaker, il marchio di scarpe United Nude, la designer di gioielli Heaven Tanudiredja e il regista Joost Vandebrug.
La cantautrice islandese Björk ha indossato molti abiti dalle collezioni di Iris van Herpen. In particolare un abito dalla collezione "Radiation Invasion" viene indossato per la copertina dell'album Biophilia (2011) e per il videoclip del singolo Moon, mentre per il Biophilia Tour (2011-2013) vengono presentati diversi vestiti creati dalla stilista. Iris van Herpen disegna sempre per Björk l'abito indossato durante il videoclip del singolo Utopia (2018) e nel 2019 prende parte al team creativo del residency show Cornucopia.
Altre cantanti come Lady Gaga e Beyoncé o icone della moda come Daphne Guinness hanno indossato diverse creazioni di Iris van Herpen.
Iris van Herpen ha collaborato anche col brand Huawei per la realizzazione del design dello smartphone P50 Pocket

## Stile

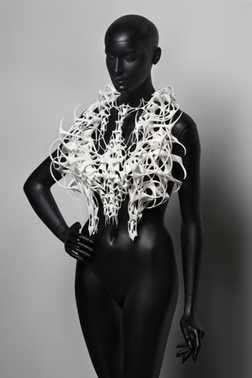
Un abito di Iris van Herpen stampato in 3D, 2011.

Le creazioni di Iris van Herpen esprimono sempre interesse per altre forme d'arte e una curiosità oltre il mondo della moda. Le sue collaborazioni durante il processo di creazione sono esemplari per questo motivo, così come la sua sperimentazione di nuovi materiali e di tecniche e tecnologie moderne. Nonostante la designer sia interessata più che altro al movimento del corpo, la parola "sculturea" è quella più utilizzata per descrivere la sua opera, proprio grazie alle caratteristiche precedentemente elencate.
Le creazioni di Iris van Herpen combinano il lavoro manuale con l'uso di tecnologie innovative. La decisione di esplorare le possibilità della stampa 3D ha permesso alla stilista di essere la prima ad utilizzare questa tecnologia nel mondo della moda e di creare capi spettacolari, con forme totalmente nuove, irraggiungibili in un modo tradizionale. L'uso della stampa 3D rafforza la natura futuristica e scultorea del suo stile.

## Premi e riconoscimenti
- 2011 – Il settimanale statunitense Time classifica gli abiti di Iris van Herpen stampati in 3D fra le cinquanta migliori invenzioni dell'anno;[20]
- 2014 – Premio ANDAM[21] Grand Prix;[22]
- 2016 – STARTS Prize[23] insignito dalla Commissione Europea;[24]
- 2017 – Premio nazionale olandese per le arti Johannes Vermeer.[25]

## Collezioni

### Micro (gennaio 2012)
La collezione Micro del gennaio 2012 è ispirata alle fotografie di Steve Gschmeissner scattate dal suo microscopio elettronico.

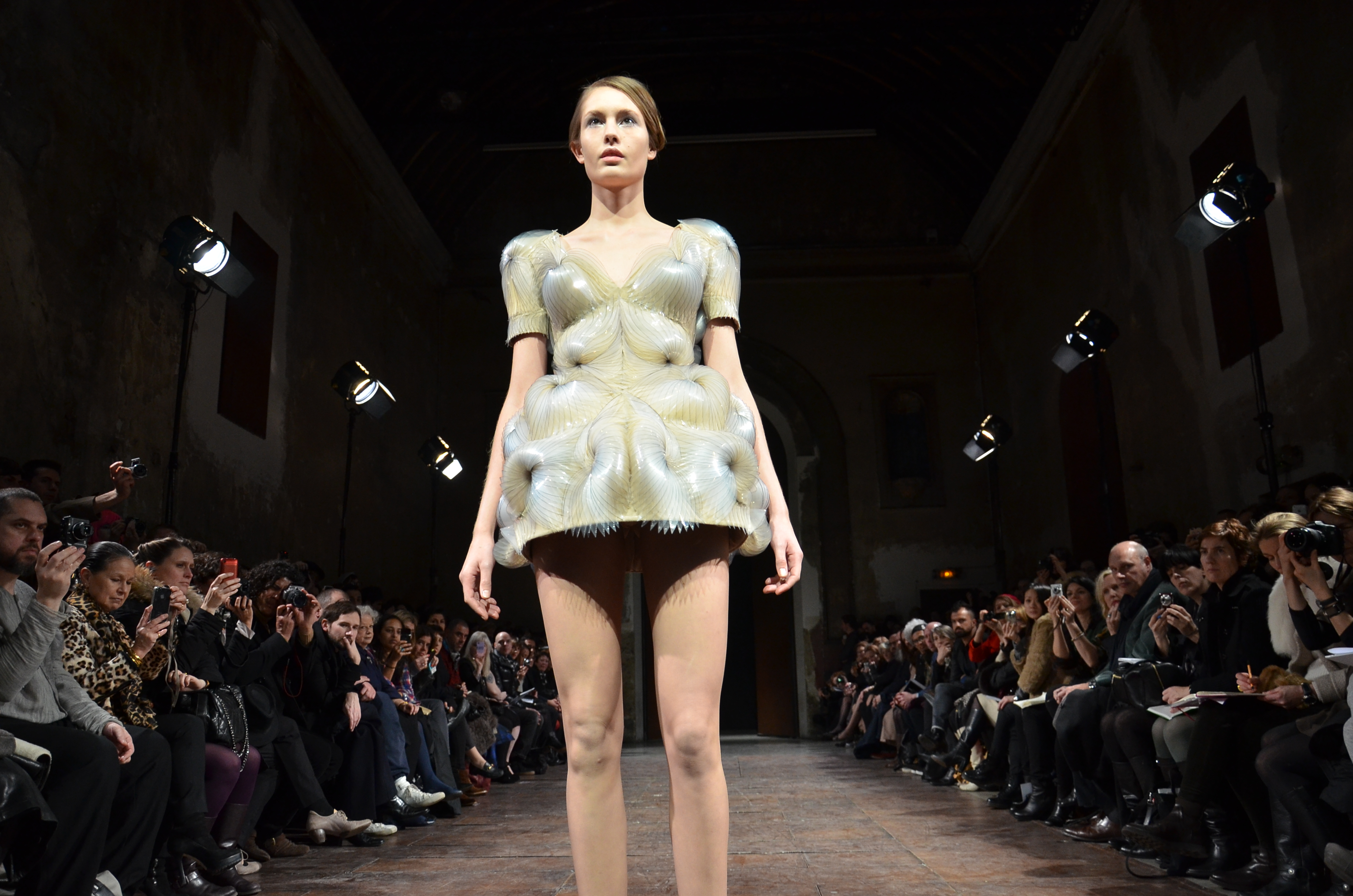
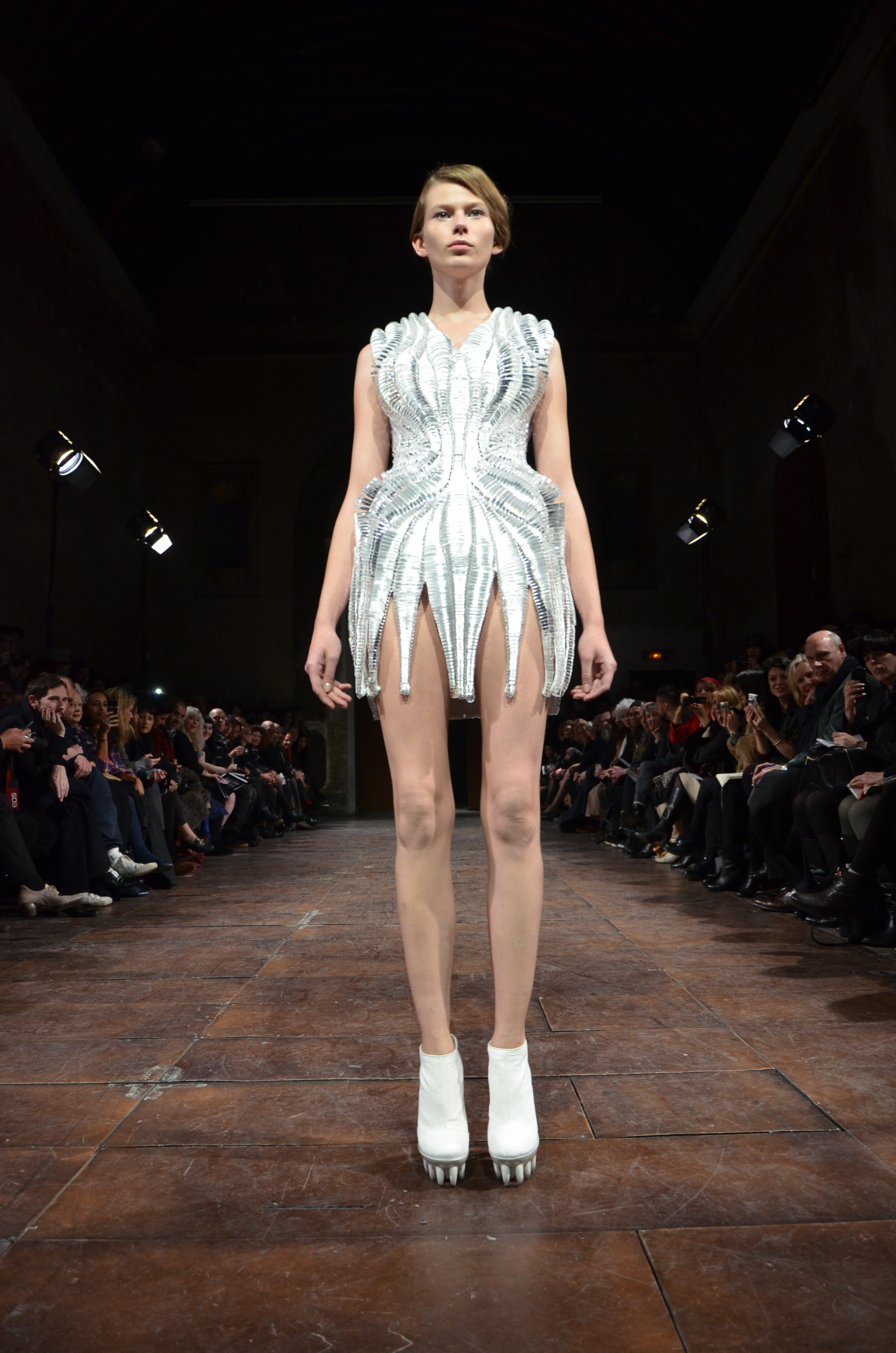
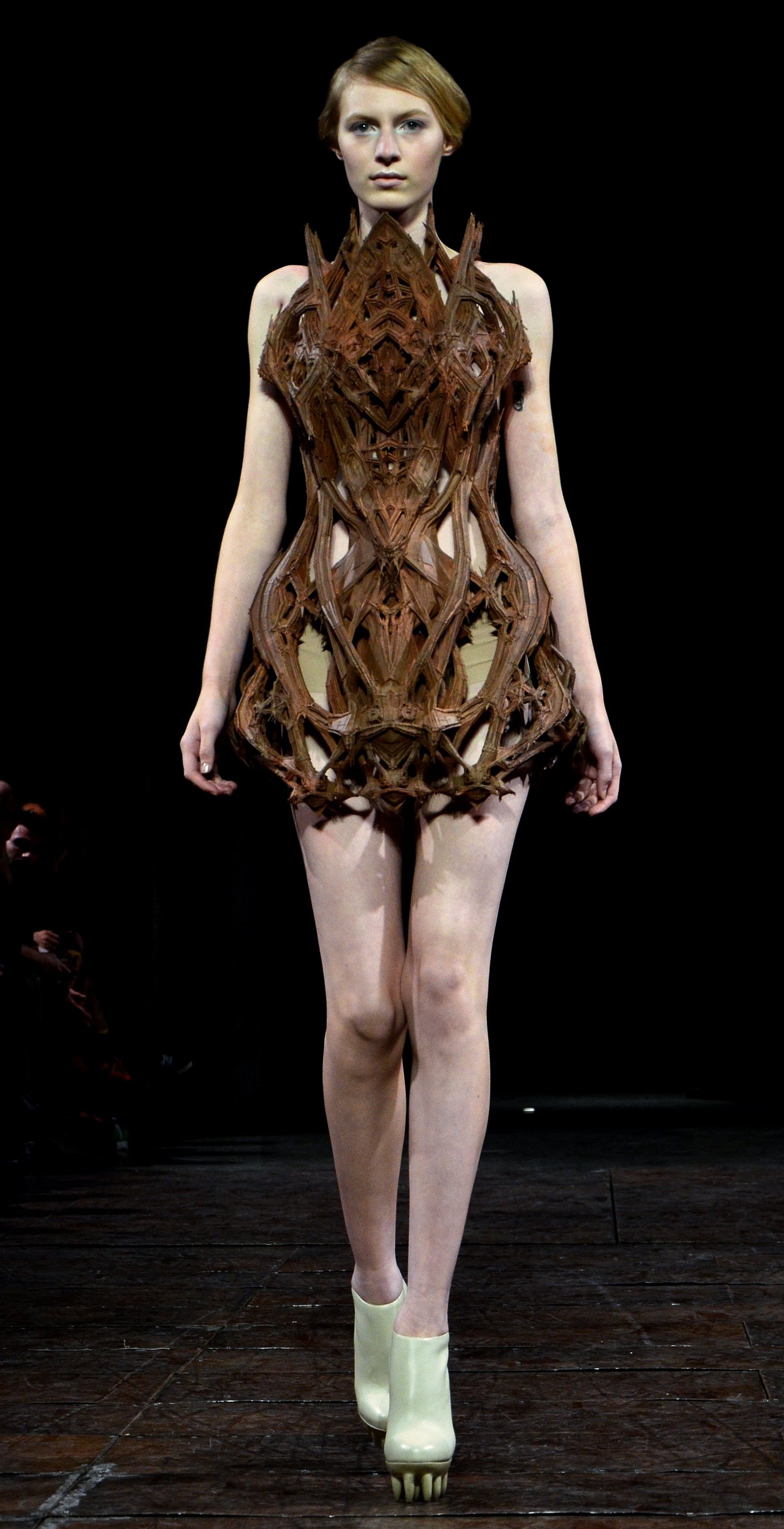
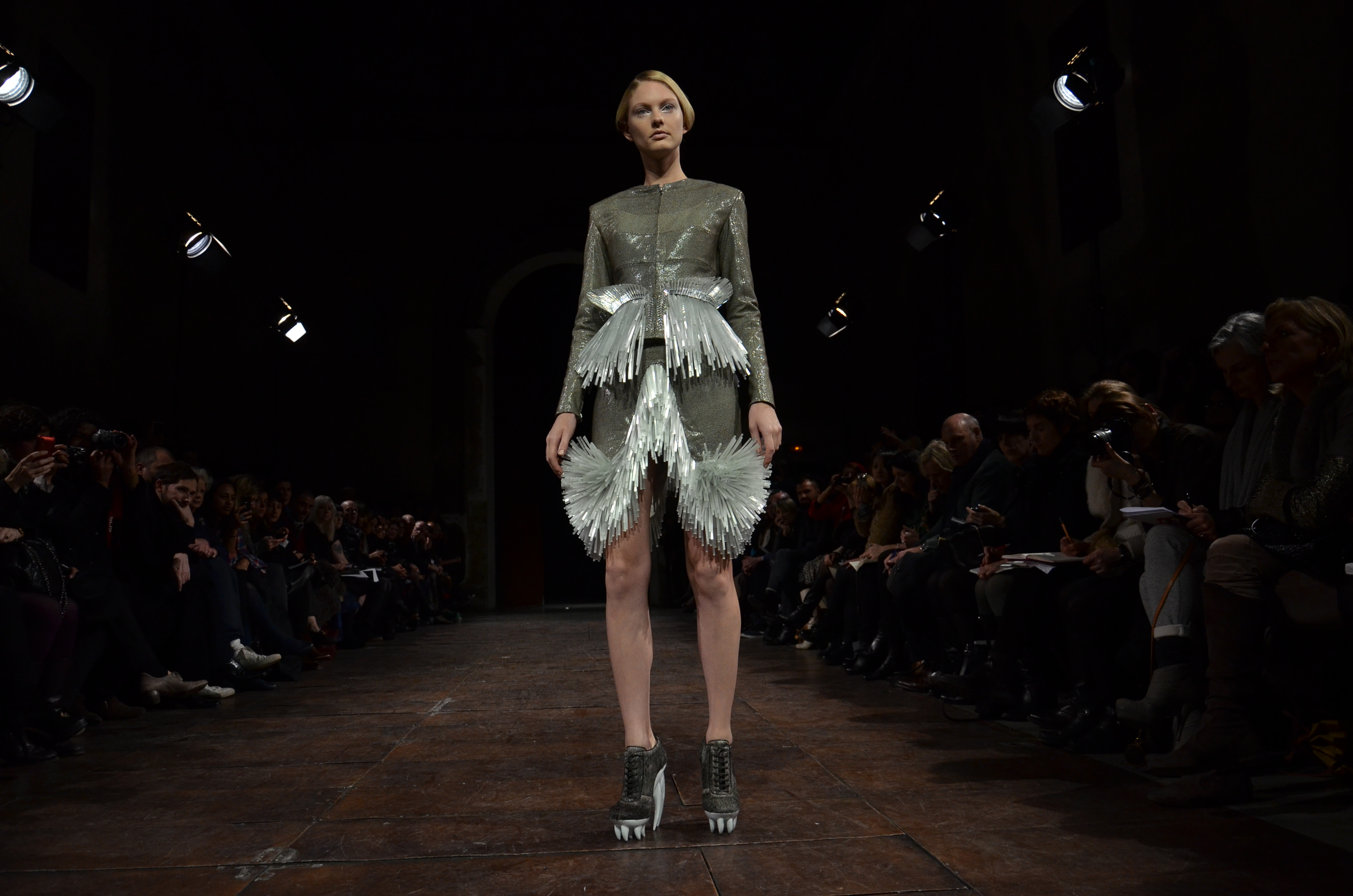
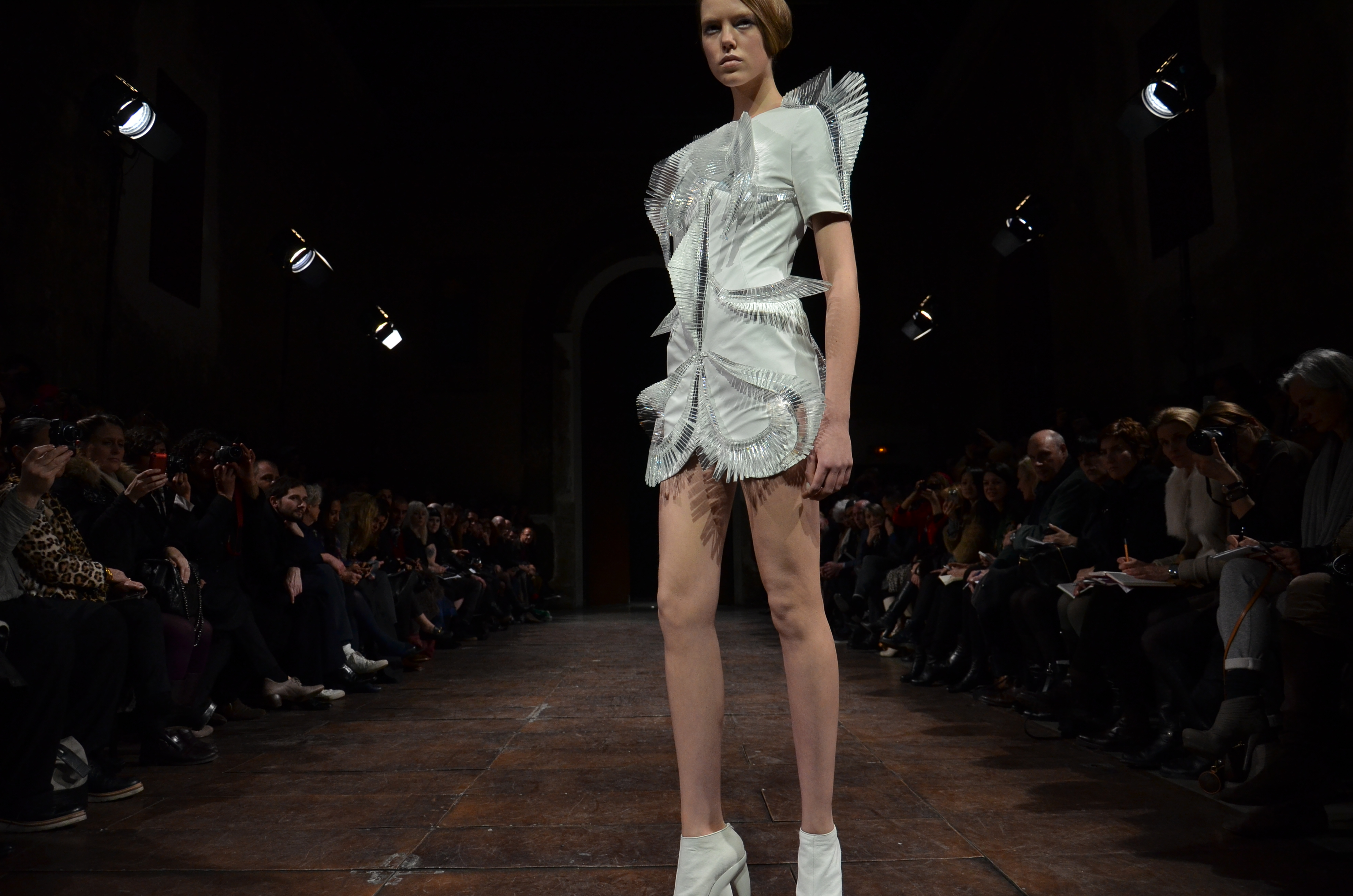
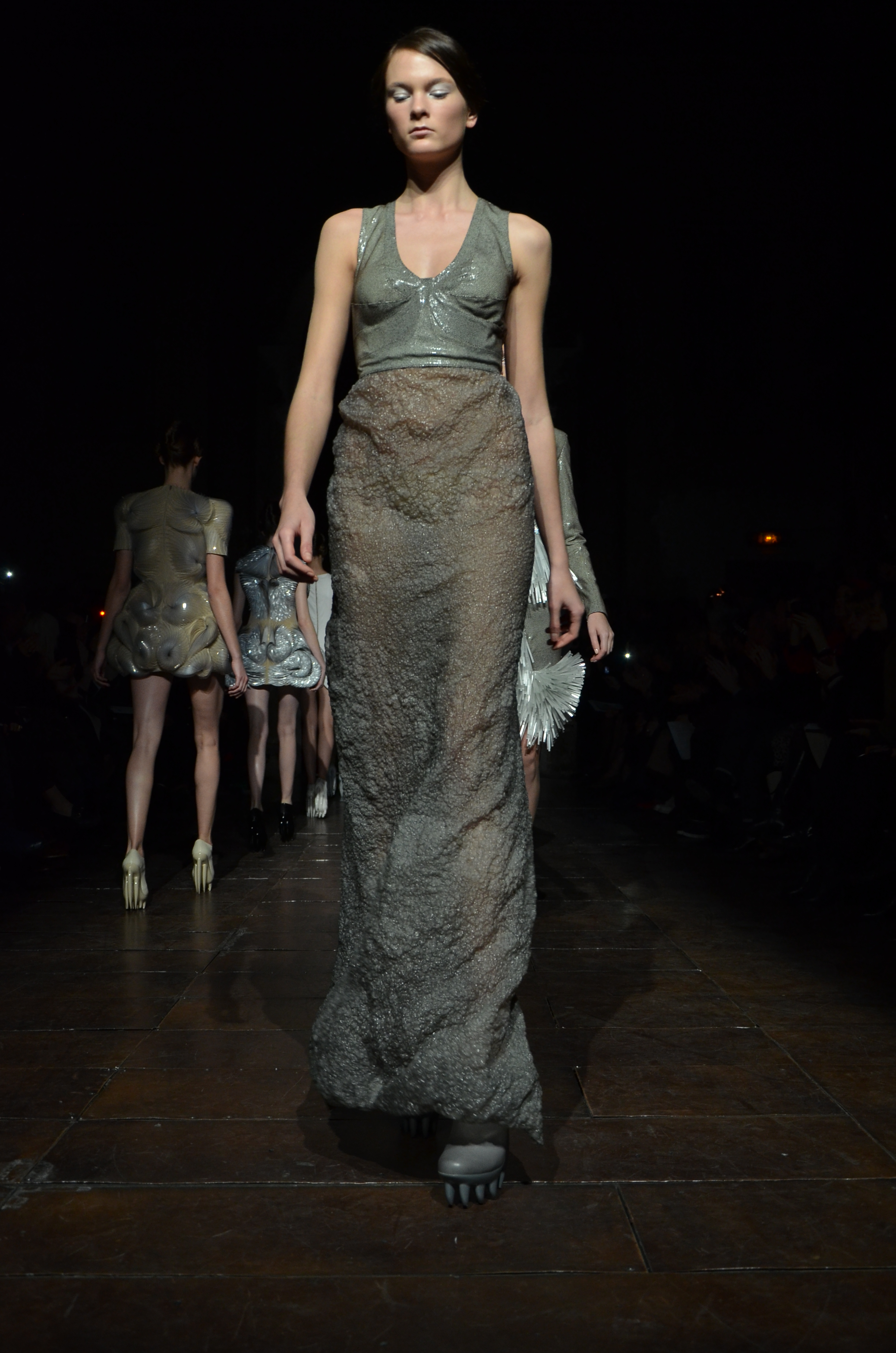
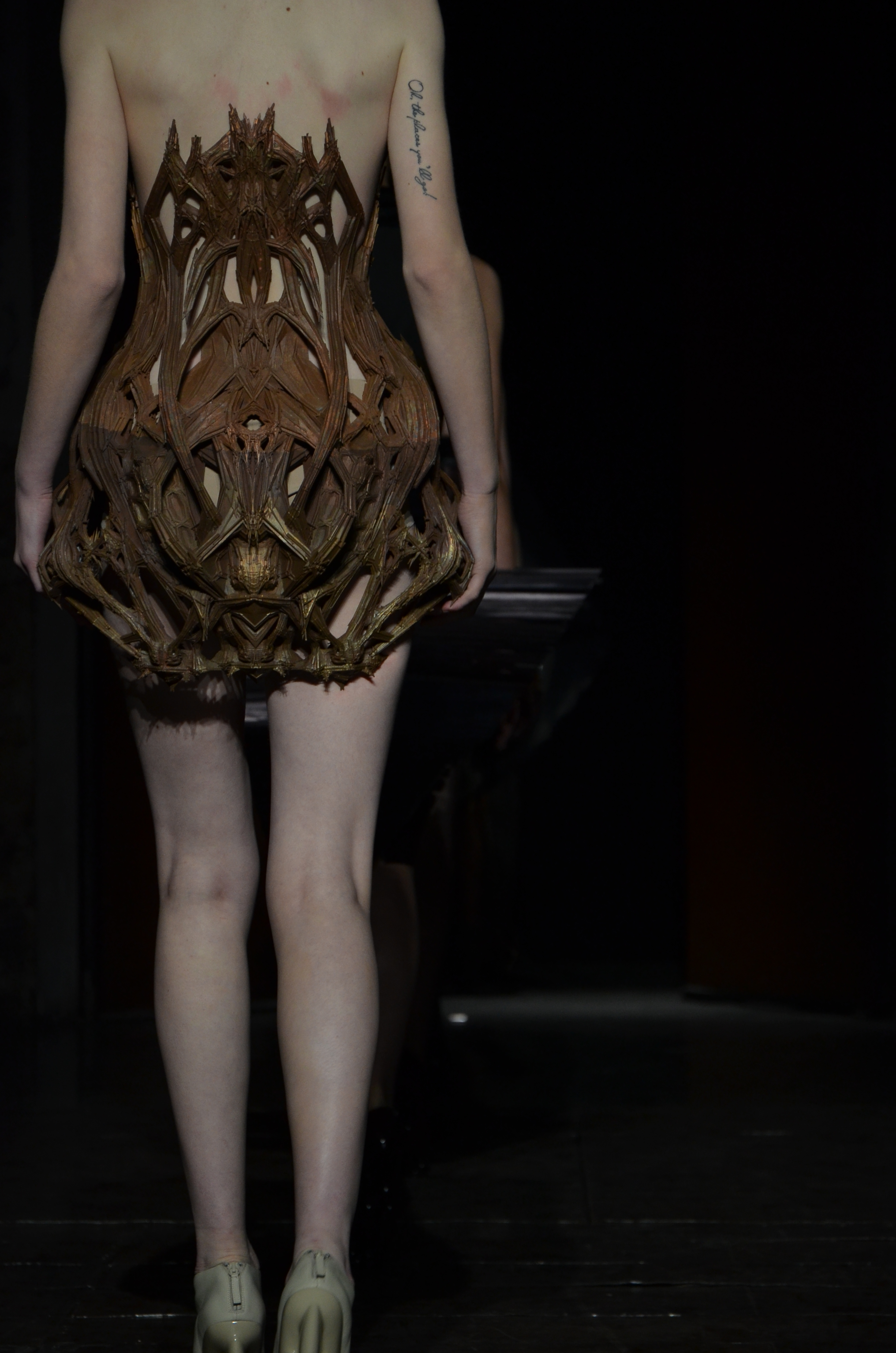
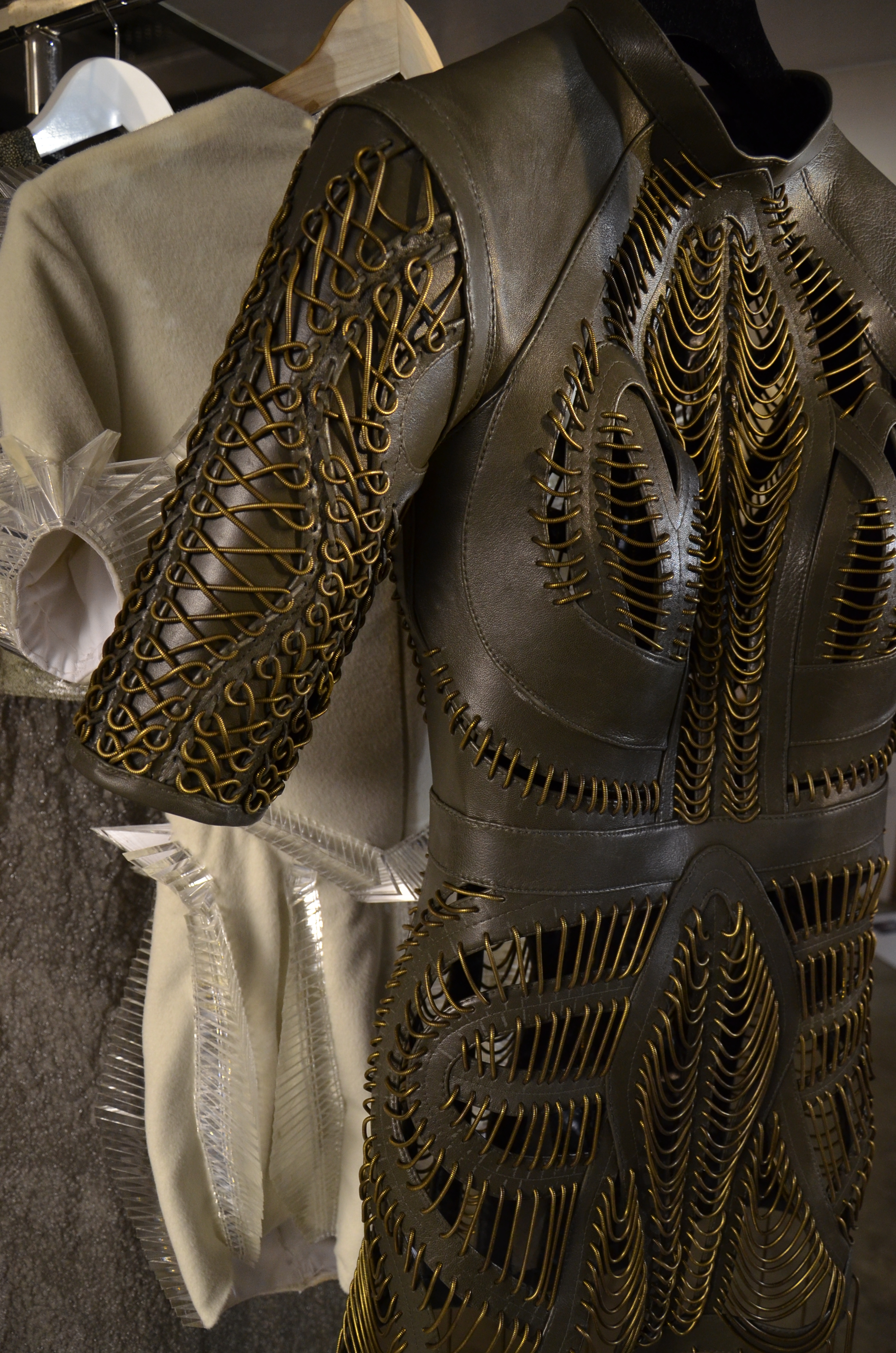

### Wilderness Embodied (luglio 2013)
La collezione Wilderness Embodied (letteralmente "Deserto Incarnato") è ispirata alla natura selvaggia rappresentata dall'artista visivo David Altmejd ed è stata realizzata in collaborazione con Jolan van der Wiel, il cui lavoro si incentra sul tema del magnetismo. In occasione della sfilata all'interno della settimana della moda di Parigi nel luglio 2013, i modelli hanno indossato delle scarpe stampate in 3D con la collaborazione della United Nude.

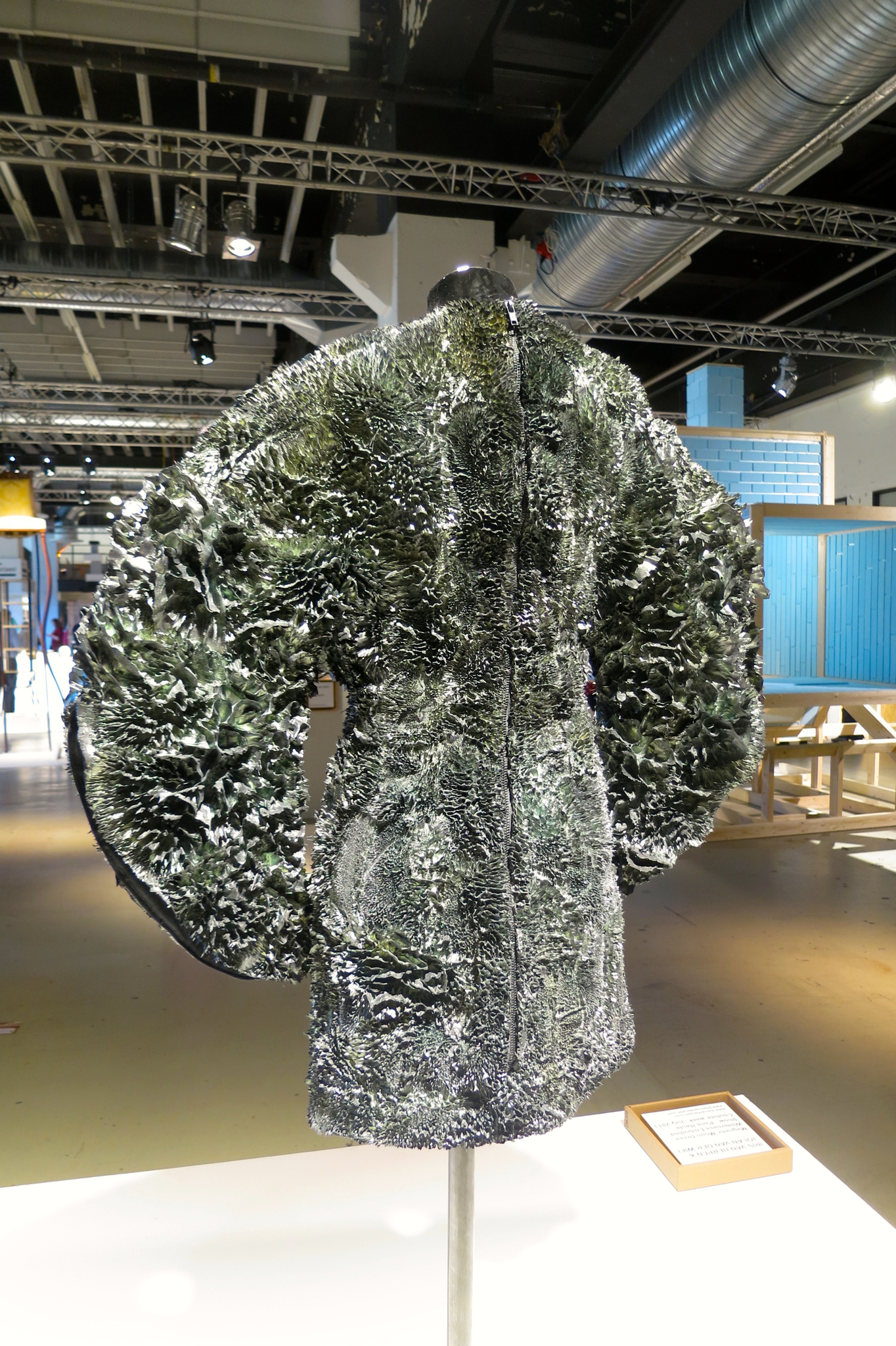
Magnetic Moon Dress, settimana della moda di Parigi, 2013.
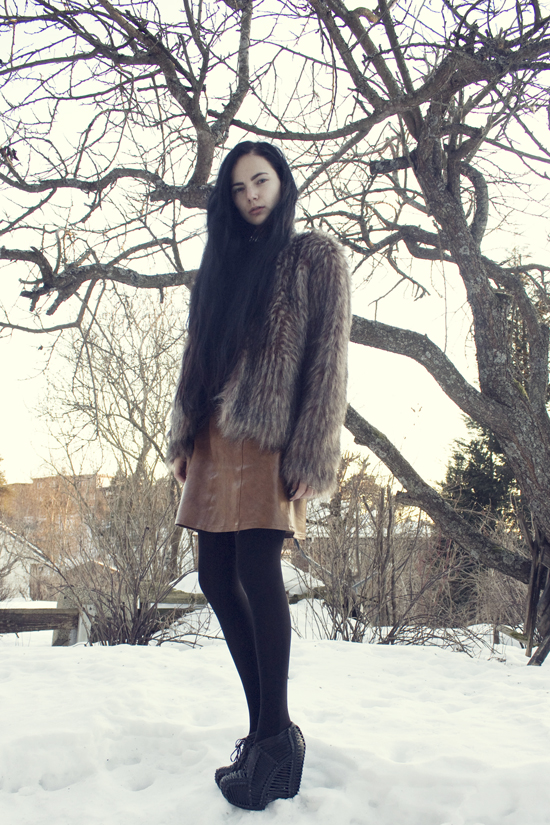
Abito in pelliccia e scarpe prodotte in collaborazione con la United Nude.